# Xanthothrix neumoegeni
Xanthothrix neumoegeni is een vlinder uit de familie van de uilen (Noctuidae). De wetenschappelijke naam van de soort is voor het eerst geldig gepubliceerd in 1881 door H. Edwards.